# Ділянка лісу-1 (Любешівський район)
Ділянка лісу -1 — ботанічна пам'ятка природи місцевого значення. Об'єкт розташований на території Любешівського району Волинської області, ДП «Любешівське ЛГ», Білоозерське лісництво, кв. 56, вид. 3.
Площа — 5 га. Статус отримано у 1972 році.
Статус надано для охорони та збереження в природному стані високобонітетних насаджень сосни звичайної (Pinus sylvestris) віком близько 200 років.